# Elecciones municipales de Mariscal Nieto de 2010
Las elecciones municipales de Mariscal Nieto de 2010 se llevaron a cabo el 3 de octubre de 2010 para elegir al alcalde y al Concejo Provincial de Mariscal Nieto para el periodo 2011-2014. La elección se celebró simultáneamente con elecciones regionales y municipales (provinciales y distritales) en todo el Perú.

## Sistema electoral
La Municipalidad Provincial de Mariscal Nieto es el órgano administrativo y de gobierno de la provincia de Mariscal Nieto. Está compuesta por el alcalde y el Concejo Provincial.
La votación del alcalde y el concejo se realiza en base al sufragio universal, que comprende a todos los ciudadanos nacionales mayores de dieciocho años, empadronados y residentes en la provincia de Mariscal Nieto y en pleno goce de sus derechos políticos, así como a los ciudadanos no nacionales residentes y empadronados en la provincia de Mariscal Nieto.
El Concejo Provincial de Mariscal Nieto está compuesto por 9 regidores elegidos por sufragio directo para un período de cuatro (4) años, en forma conjunta con la elección del alcalde (quien lo preside). La votación es por lista cerrada y bloqueada. Se asigna a la lista ganadora los escaños según el método d'Hondt o la mitad más uno, lo que más le favorezca. Es elegido como alcalde el candidato que ocupe el primer lugar de la lista que haya obtenido la más alta votación.

## Composición del Concejo Provincial de Mariscal Nieto
La siguiente tabla muestra la composición del Concejo Provincial de Mariscal Nieto antes de las elecciones.
| Partidos | Partidos                                       | Regidores |
| -------- | ---------------------------------------------- | --------- |
|          | Lista Independiente N° 1 Nosotros por Moquegua | 6         |
|          | Compromiso y Desarrollo                        | 2         |
|          | Somos Independientes                           | 1         |

## Partidos y candidatos
A continuación se muestra una lista de los principales partidos y alianzas electorales que participaron en las elecciones:
| Candidatura | Candidatura     | Partidos y alianzas                                                    | Candidatos | Candidatos                   | Ideología                                   | Resultado previo | Resultado previo | Ref. |
| Candidatura | Candidatura     | Partidos y alianzas                                                    | Candidatos | Candidatos                   | Ideología                                   | Votos (%)        | Reg.             | Ref. |
| ----------- | --------------- | ---------------------------------------------------------------------- | ---------- | ---------------------------- | ------------------------------------------- | ---------------- | ---------------- | ---- |
|             | CODE            | Lista - Compromiso y Desarrollo (CODE)                                 |            | Vicente Zeballos Salinas     | Regionalismo moqueguano                     | 25.89%           | 2                |      |
|             | UPP             | Lista - Unión por el Perú (UPP)                                        |            | Fernando Peralta Jurado      | Nacionalismo de izquierda Socialdemocracia  | 1.94%            | 0                |      |
|             | AP              | Lista - Acción Popular (AP)                                            |            | Patricia Maldonado Sotomayor | Humanismo Nacionalismo cívico Reformismo    | Nuevo            | Nuevo            |      |
|             | SP              | Lista - Somos Perú (SP)                                                |            | Mauricio Nina Juárez         | Democracia cristiana Conservadurismo social | Nuevo            | Nuevo            |      |
|             | Por Ti          | Lista - Integración Regional por Ti (Por Ti)                           |            | Abraham Ponce Sosa           | Regionalismo moqueguano                     | Nuevo            | Nuevo            |      |
|             | UVA             | Lista - Movimiento Independiente Unidos Vamos Adelante (UVA)           |            | Luis Zubia Cortez            | Regionalismo moqueguano                     | Nuevo            | Nuevo            |      |
|             | NxM             | Lista - Nosotros por Moquegua (NxM)                                    |            | Cristian Rodríguez Angulo    | Regionalismo moqueguano                     | Nuevo            | Nuevo            |      |
|             | Yo Soy Moquegua | Lista - Movimiento Político Regional Yo Soy Moquegua (Yo Soy Moquegua) |            | Carlos Huapaya Chumpitaz     | Regionalismo moqueguano                     | Nuevo            | Nuevo            |      |
|             | APU             | Lista - Avancemos por la Unidad y la Grandeza (APU)                    |            | Alberto Coayla Vilca         | Regionalismo moqueguano                     | Nuevo            | Nuevo            |      |

## Resultados

### Sumario general
|                        |                                                                |              |              |              |           |           |  |  |
| Partidos y coaliciones | Partidos y coaliciones                                         | Voto popular | Voto popular | Voto popular | Regidores | Regidores |  |  |
| Partidos y coaliciones | Partidos y coaliciones                                         | Votos        | %            | ±pp          | Total     | +/−       |  |  |
|                        | Avancemos por la Unidad y la Grandeza (APU)                    | 15,305       | 34.23        | Nuevo        | 6         | +6        |  |  |
|                        | Movimiento Independiente Unidos Vamos Adelante (UVA)           | 15,127       | 33.83        | Nuevo        | 2         | +2        |  |  |
|                        | Compromiso y Desarrollo (CODE)                                 | 7,094        | 15.87        | –10.02       | 1         | –1        |  |  |
|                        | Integración Regional por Ti (Por Ti)                           | 3,221        | 7.20         | Nuevo        | 0         | ±0        |  |  |
|                        | Somos Perú (SP)                                                | 1,966        | 4.40         | n/a          | 0         | ±0        |  |  |
|                        | Movimiento Político Regional Yo Soy Moquegua (Yo Soy Moquegua) | 880          | 1.97         | Nuevo        | 0         | ±0        |  |  |
|                        | Nosotros por Moquegua (NxM)                                    | 492          | 1.10         | Nuevo        | 0         | ±0        |  |  |
|                        | Acción Popular (AP)                                            | 418          | 0.93         | n/a          | 0         | ±0        |  |  |
|                        | Unión por el Perú (UPP)                                        | 209          | 0.47         | –1.47        | 0         | ±0        |  |  |
|                        |                                                                |              |              |              |           |           |  |  |
| Total                  | Total                                                          | 44,712       |              |              | 9         | ±0        |  |  |
|                        |                                                                |              |              |              |           |           |  |  |
| Votos válidos          | Votos válidos                                                  | 44,712       | 88.14        | –1.00        |           |           |  |  |
| Votos en blanco        | Votos en blanco                                                | 3,623        | 7.14         | +1.28        |           |           |  |  |
| Votos nulos            | Votos nulos                                                    | 2,395        | 4.72         | –0.28        |           |           |  |  |
| Votos emitidos         | Votos emitidos                                                 | 50,730       | 90.39        | –1.11        |           |           |  |  |
| Abstenciones           | Abstenciones                                                   | 5,393        | 9.61         | +1.11        |           |           |  |  |
| Votantes registrados   | Votantes registrados                                           | 56,123       |              |              |           |           |  |  |
|                        |                                                                |              |              |              |           |           |  |  |
| Fuente:                |                                                                |              |              |              |           |           |  |  |

## Elecciones municipales distritales

### Resultados por distrito
La siguiente tabla enumera el control de los distritos de la provincia de Mariscal Nieto. El cambio de mando de una organización política se resalta del color de ese partido.
| Distrito                 | Alcalde(sa) titular   | Partido político | Partido político        | Alcalde(sa) electo(a)      | Partido político | Partido político            |
| ------------------------ | --------------------- | ---------------- | ----------------------- | -------------------------- | ---------------- | --------------------------- |
| Carumas                  | Luis Salas Casilla    |                  | Compromiso y Desarrollo | Ilario Pacheco Ramos       |                  | Avancemos por la Unidad     |
| Cuchumbaya               | Guido Maquera Cuayla  |                  | Nosotros por Moquegua   | Pablo Tala Torres          |                  | Avancemos por la Unidad     |
| Samegua                  | Renzo Quiroz Vargas   |                  | Nosotros por Moquegua   | Carmen Zeballos Eyzaguirre |                  | Integración Regional por Ti |
| San Cristóbal de Calacoa | Rogelio Vizcarra Taco |                  | Nosotros por Moquegua   | Juan Choque Nina           |                  | Integración Regional por Ti |
| Torata                   | Higinio Cabana Díaz   |                  | Partido Aprista Peruano | Ángel Hurtado Jiménez      |                  | Nuevo Torata                |